# Kozma prezviter
Kozma prezviter (bulgariska: Козма презвитер) är ett distrikt i Bulgarien.   Det ligger i kommunen Obsjtina Omurtag och regionen Tărgovisjte, i den nordöstra delen av landet, 260 km öster om huvudstaden Sofia.